# Роз'їзд 40
Роз'їзд 40 (каз. рзд.40) — станційне селище у складі Ариської міської адміністрації Туркестанської області Казахстану. Входить до складу Дарменіського сільського округу.
У радянські часи селище називалось Акдала.
Населення — 92 особи (2021; 83 у 2009, 44 у 1999, 44 у 1989).